# Aeschynanthus calanthus
Aeschynanthus calanthus är en tvåhjärtbladig växtart som beskrevs av Rudolf Schlechter. Aeschynanthus calanthus ingår i släktet Aeschynanthus och familjen Gesneriaceae. Inga underarter finns listade i Catalogue of Life.